# Coassolo Torinese
Coassolo Torinese là một đô thị ở tỉnh Torino trong vùng Piedmont, có vị trí cách khoảng 30 km về phía tây bắc của Torino, nước Ý. Tại thời điểm ngày 31 tháng 12 năm 2004, đô thị này có dân số 1.521 người và diện tích là 28,0 km².
Đô thị Coassolo Torinese có các frazioni (các đơn vị trực thuộc, chủ yếu là các làng) Banche, Benne, Castiglione, San Pietro, Vauda, và Vietti.
Coassolo Torinese giáp các đô thị: Locana, Corio, Monastero di Lanzo, Balangero, và Lanzo Torinese.